# Victoria De Angelis
Victoria De Angelis (Roma, 28 de abril de 2000) es una bajista, Dj y compositora italiana, fundadora de la banda de rock alternativo Måneskin en 2016 junto con el guitarrista Thomas Raggi, banda ganadora en el Festival de la Canción de San Remo de 2021 y en el Festival de la Canción de Eurovisión de ese mismo año, donde representó a Italia con la canción «Zitti e buoni».

## Biografía
Nació en la ciudad de Roma, de madre danesa y padre italiano. Su madre murió de cáncer cuando ella tenía 15 años. Tiene una hermana, llamada Verónica, que es tres años menor. Ha manifestado que desde muy joven la música rock representó para ella un deseo de libertad. Desde la infancia mantuvo pasión y afición por la música, y comenzó a tocar la guitarra a la edad de 8 años y el bajo en séptimo grado.
En una entrevista para la revista Elle, reveló haber sufrido ataques de pánico a la edad de 14 años, lo que le hizo faltar un año a la escuela. Fue en la escuela secundaria Scuola Media Gianicolo donde conoció a su compañero de banda y guitarrista Thomas Raggi y más tarde completó sus estudios en el Liceo Classico Virgilio. De Angelis citó a Nick O'Malley y Kim Gordon como sus principales influencias musicales.

## Trayectoria
De Angelis y Raggi formaron la banda en 2015, a la que se le unirían pronto Damiano David como vocalista y Ethan Torchio, de la cercana localidad de Frosinone, como batería, al que contactaron a través de la red social Facebook. El nombre de la banda no surgió hasta al año siguiente cuando la banda pretendió presentarse a un concurso local de música para bandas emergentes. Fue De Angelis que sugirió la palabra danesa Måneskin ("luz de luna" en danés). Comenzaron como músicos callejeros en las calles del distrito Colli Portuensi de Roma, y empezaron a ser conocidos en 2017 cuando terminaron en segundo lugar en la undécima temporada del programa de talentos X Factor. La banda tuvo un gran debut con el álbum de estudio Il ballo della vita y una gira en 2018 y 2019. En 2021, fue estrenado su segundo álbum de estudio, Teatro d'ira: Vol. I.

## Vida personal
De Angelis habla fluidamente italiano, inglés y danés.
Se ha descrito como bisexual y ha señalado que su orientación no está encasillada en un género concreto. También se ha mostrado en contra de las etiquetas y los estereotipos y a favor de la aceptación y libertad personal. Apoya abiertamente los movimientos LGBTQIA+ y Black Lives Matter.
En una entrevista ha indicado que su principal fuente de inspiración es Kim Gordon, de la banda Sonic Youth.